# 阿尔加错
阿尔加错是一个位于中国青海省久治县的湖泊，面积约为2.7平方千米。